# Урятина
Урятина — река в России, протекает по территории Солигаличского района Костромской области. Устье реки находится в 26 км от устья Тутки по левому берегу. Длина реки составляет 23 км, площадь водосборного бассейна — 74,8 км². Рядом с рекой в верхнем её течении расположены населённые пункты: Марково, Захарово, Заболотье, Нехоткино.

## Данные водного реестра
По данным государственного водного реестра России относится к Верхневолжскому бассейновому округу, водохозяйственный участок реки — Кострома от истока до водомерного поста у деревни Исады, речной подбассейн реки — Волга ниже Рыбинского водохранилища до впадения Оки. Речной бассейн реки — (Верхняя) Волга до Куйбышевского водохранилища (без бассейна Оки).
Код объекта в государственном водном реестре — 08010300112110000011994.